# قاتل نه صندلی رزرو کرد
قاتل نه صندلی رزرو کرد (ایتالیایی: L'assassino ha riservato nove poltrone) یک فیلم جالو به کارگردانی جوزپه بناتی است که در سال ۱۹۷۴ منتشر شد.

## بازیگران
- روزانا اسکیافینو
- کریس آورام
- ایفا چمریس
- پائولا سناتوره
- آندرئا اسکوتی
- هاوارد راس
- ژانت اوگرن
- لوکریشا لاو